# Monorotaia di Okinawa
La Monorotaia di Okinawa (沖縄都市モノレール?, Okinawa Toshi Monorēru), chiamata anche Yui Rail (ゆいレール?, Yui Rēru) è una monorotaia del tipo ferrovia a sella che serve la città di Naha nell'isola di Okinawa, in Giappone. Collega l'aeroporto di Naha alla stazione di Tedako-Uranishi nella città di Urasoe, offrendo anche l'accesso al Castello di Shuri. È l'unica linea ferroviaria attualmente esistente nella Prefettura di Okinawa.

## Storia
Questa monorotaia è chiamata  Yui Rail (ゆいレール?, Yui Rēru), nome scelto tramite un sondaggio pubblico. La distanza media tra le varie stazioni è di 0,93 kilometri. I convogli impiegano 37 minuti per andare da un capo all'altro e un tragitto di sola andata costa ¥370 in entrambe le direzioni.
I convogli sono formati da due carrozze con 65 posti a sedere e una capacità totale di 165 persone. La linea è situata su un viadotto alto dagli 8 ai 20 metri, la velocità massima è di 65 km/h e la velocità media di circa 28 km/h contando le fermate.
Il 1º ottobre 2019 è stata aperta al pubblico la più recente estensione a nord, da Shuri a Tedako-Urasoe.

## Percorso

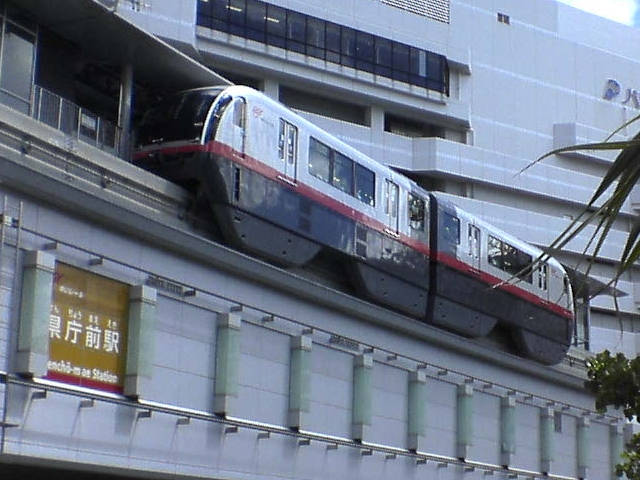
Convoglio presso la stazione di Kenchō-mae

| Stazione           | Giapponese | Distanza | Posizione      |
| ------------------ | ---------- | -------- | -------------- |
| Naha Aeroporto     | 那覇空港   | 0 km     | Naha Okinawa   |
| Akamine            | 赤嶺       | 1,95 km  | Naha Okinawa   |
| Oroku              | 小禄       | 2,71 km  | Naha Okinawa   |
| Ōnoyama-kōen       | 奥武山公園 | 3,68 km  | Naha Okinawa   |
| Tsubogawa          | 壺川       | 4,52 km  | Naha Okinawa   |
| Asahibashi         | 旭橋       | 5,33 km  | Naha Okinawa   |
| Kenchō-mae         | 県庁前     | 5,91 km  | Naha Okinawa   |
| Miebashi           | 美栄橋     | 6,63 km  | Naha Okinawa   |
| Makishi            | 牧志       | 7,61 km  | Naha Okinawa   |
| Asato              | 安里       | 8,20 km  | Naha Okinawa   |
| Omoromachi         | おもろまち | 8,95 km  | Naha Okinawa   |
| Furujima           | 古島       | 9,96 km  | Naha Okinawa   |
| Shiritsu-byōin-mae | 市立病院前 | 10,88 km | Naha Okinawa   |
| Gibo               | 儀保       | 11,84 km | Naha Okinawa   |
| Shuri              | 首里       | 12,84 km | Naha Okinawa   |
| Ishimine           | 石嶺       |          | Naha Okinawa   |
| Kyōzuka            | 経塚       |          | Urasoe Okinawa |
| Urasoemaeda        | 浦添前田   |          | Urasoe Okinawa |
| Tedako-Uranishi    | てだこ浦西 | 17,00 km | Urasoe Okinawa |